# Wilhelm Berndtson
Johan Wilhelm Berndtson, född 10 augusti 1873 i Hedvig Eleonora församling, Stockholm, död 13 augusti 1931 i Göteborg, var en svensk skådespelare.

## Filmografi
- 1919 – Hemsöborna
- 1920 – Erotikon
- 1923 – Boman på utställningen
- 1924 – Ödets man
- 1930 – Lyckobreven (kortfilm)

## Teater

### Roller (ej komplett)
| År   | Roll        | Produktion                                                               | Regi                             | Teater         |
| ---- | ----------- | ------------------------------------------------------------------------ | -------------------------------- | -------------- |
| 1910 | Medverkande | En sommarnattsdans, eller Balettens triumf på Söder, revy Algot Sandberg | Algot Sandberg Wilhelm Berndtson | Södra Varietén |

### Regi (ej komplett)
| År   | Produktion                                                                    | Upphovsmän     | Teater                                             |
| ---- | ----------------------------------------------------------------------------- | -------------- | -------------------------------------------------- |
| 1910 | En sommarnattsdans, eller Balettens triumf på Söder, revy                     | Algot Sandberg | Södra Varietén Regi tillsammans med Algot Sandberg |
| 1911 | Runda Charlotta, eller Herrarnas herre, eller en liten titt i framtiden, revy |                | Södra Varietén                                     |